# Otto von Guericke
Otto von Guericke (oprindeligt stavet Gericke) (20. november 1602 – 11. maj 1686) var en tysk opfinder, fysiker og politiker. Hans største opdagelse var eksistensen af vakuum. 
I 1650 demonstrerede han en luftpumpe, men han kendes dog især for sin demonstration for rigsdagen i Regensburg fire år senere, hvor han brugte pumpen til at tømme to sammensatte halvkugler, de såkaldte magdeburgske halvkugler, for luft, hvorefter det ydre tryk holdt dem så fast sammen, at der skulle 16 heste til at trække dem fra hinanden.